# Ilías Pappás
Ilías Pappás (en griego: Ηλίας Παππάς; 9 de abril de 1982) es un deportista griego que compitió en remo. Ganó una medalla de bronce en el Campeonato Mundial de Remo de 2008, en la prueba de scull individual ligero.

## Palmarés internacional
| Campeonato Mundial | Campeonato Mundial   | Campeonato Mundial | Campeonato Mundial      |
| Año                | Lugar                | Medalla            | Prueba                  |
| ------------------ | -------------------- | ------------------ | ----------------------- |
| 2008               | Ottensheim (Austria) | Medalla de bronce  | Scull individual ligero |